# Eurybiades (militair)
Eurybiades (Oudgrieks: Εὐριβιάδης) was de Spartaanse bevelhebber van de Griekse vloot tijdens de Perzische Oorlogen in de 5e eeuw v.Chr.
Hij was een zoon van Eurycleides en werd in 480 v.Chr. gekozen als bevelhebber omdat de andere Griekse stadstaten niet onder een Athener wilden dienen, ondanks de superieure Atheense vloot. Hij kreeg echter hulp van de Athener Themistocles, die de meeste gevechten aanvoerde.
Zijn eerste actie als bevelhebber was om met de vloot naar Euboea te varen om de Perzen te confronteren. Toen ze aankwamen, waren de Perzen daar al en wilde Eurybiades zich terugtrekken, ondanks de smeekbede van de Euboeërs om te blijven. In plaats daarvan kochten ze Themistocles om om zijn vloot daar te houden, en Themistocles gebruikte een deel van het geld om Eurybiades af te kopen (volgens Herodotus, die erg bevooroordeeld was tegen Themistocles). De daaropvolgende Slag bij Artemisium was onbeslist en de Grieken vertrokken naar het eiland Salamis.
Eurybiades wilde ook niet bij Salamis strijden, maar Themistocles overtuigde hem opnieuw om te blijven door te dreigen met het weghalen van de Atheense vloot (het grootste deel van de Griekse strijdmacht). De Slag bij Salamis was een overweldigende overwinning voor de Grieken. Na de zeeslag verzette Eurybiades zich tegen een achtervolging van de Perzische vloot, en ook tegen het doorvaren naar de Hellespont om daar de brug van schepen te vernietigen die de Perzische koning Xerxes I had laten bouwen. Hij wilde dat Xerxes kon vluchten in plaats van in Griekenland te blijven, waar hij misschien de landoorlog zou hervatten.
In Sparta werd Eurybiades geëerd met een olijfkrans voor zijn succes bij Salamis; Themistocles kreeg een vergelijkbare eer.